# Cadenas de Navarra

Escudo heráldico con las armas de Navarra, sin la corona en el timbre.

Las cadenas de Navarra es una disposición radial cerrada, constituida por ocho tramos encadenados que parte desde el umbo, más los tramos encadenados exteriores que unen los aros de las terminaciones de aquellos ocho tramos, cerrando un mueble heráldico habitualmente vinculado al símbolo de Navarra. Esta figura del escudo de armas se forma con grandes eslabones de cadena de oro sobre un fondo rojo, adaptado a la forma del escudo.
Es un mueble heráldico fundamental del escudo histórico del reino de Navarra y de la actual Comunidad Foral de Navarra, que, junto a la esmeralda y a la corona timbrando el conjunto, forman su escudo. Además, siendo uno de los antiguos reinos medievales que conformaron la moderna corona española, también se puede encontrar estas cadenas dentro del escudo de España.

Escudo de armas del Reino de Navarra

Todas las imágenes medievales que sirvieron para identificar al reino de Navarra se incluyen entre las manifestaciones propias del sistema heráldico. Cuando cualquier individuo de Europa Occidental entre los siglos XIII y XV veía un escudo con el emblema heráldico de Navarra, en primer lugar sabía que estaba ante un signo de identificación, en la medida en que se acomodaba a unas pautas de presentación y uso ampliamente difundidas. Y, en segundo lugar, si tenía las claves adecuadas (si era navarro, porque lo había visto continuamente en todo tipo de soportes; o bien si tenía ciertos conocimientos heráldicos, puesto que las “cadenas” pertenecían al grupo de armerías más difundidas, es decir, a las armas de monarcas occidentales) inmediatamente reconocía en él la señal del reino pirenaico.
Javier Martínez de Aguirre, 2006

## Orígenes de las cadenas
Existen varias teorías sobre los orígenes de la cadena de Navarra:

### Versión tradicional
Más legendaria, donde la figura heráldica se remontaría al reinado de Sancho VII de Navarra. Se dice que él y sus tropas fueron los primeros en romper las cadenas que rodeaban el campamento de Miramamolín, comandante moro en la Batalla de Las Navas de Tolosa, en capturar su tesoro y, tras ello, en incorporar las cadenas en su escudo conmemorando esta hazaña. También la esmeralda verde del centro del escudo simboliza el libro del Corán del sultán, que se cuenta que se obtuvo en ese momento cuando su dueño se la dejó en su tienda al huir. Esta vinculación de símbolo con gesta, propio del contexto europeo de los siglos XIII-XIV tiene una primera mención en el poema occitano de Guilhem de Anelier sobre la Guerra de la Navarrería (1276) donde hace varias alusiones al último monarca de estirpe navarra:

E'ls Christians se giron, prenon s'a lanceiar.

La viratz caps partir, ventres esbudelar,

E coradas deissendre, e maint orne naffrar.

E'l rei Amomelin, qu'els vi descadenar,

Per cors de son caval el s'anet asalvar,

E'ls Moros al fugir e z els al encalçar;

E fon tant grantz la mort c'on no'l pogra contar,

Si que en sanc vermeilla pogueran abeurar.
Gulhem de Anelier, Histoire de la Guerre de Navarre en 1276 et 1277, ed. Francisque Michel, 1856, pp. 6-8

A este respecto afirmaba Martín Alvira Cabrer en su tesis doctoral:

«El mítico protagonismo de Sancho VII en la batalla de Las Navas pudo nacer, por tanto, de un eco popular cercano a los hechos para quedar perfilado grosso modo ya a finales del siglo XIII. A partir de aquí, una evolución posterior de este recuerdo habría puesto en relación el liderazgo del rey navarro en el combate -Carta de la Princesa Blanca- con el tema de las cadenas -Guilhem Anelier-, generándose la “versión navarra” de la famosa conquista del palenque del Miramamolin.»
Martín Alvira Cabrer, 2003

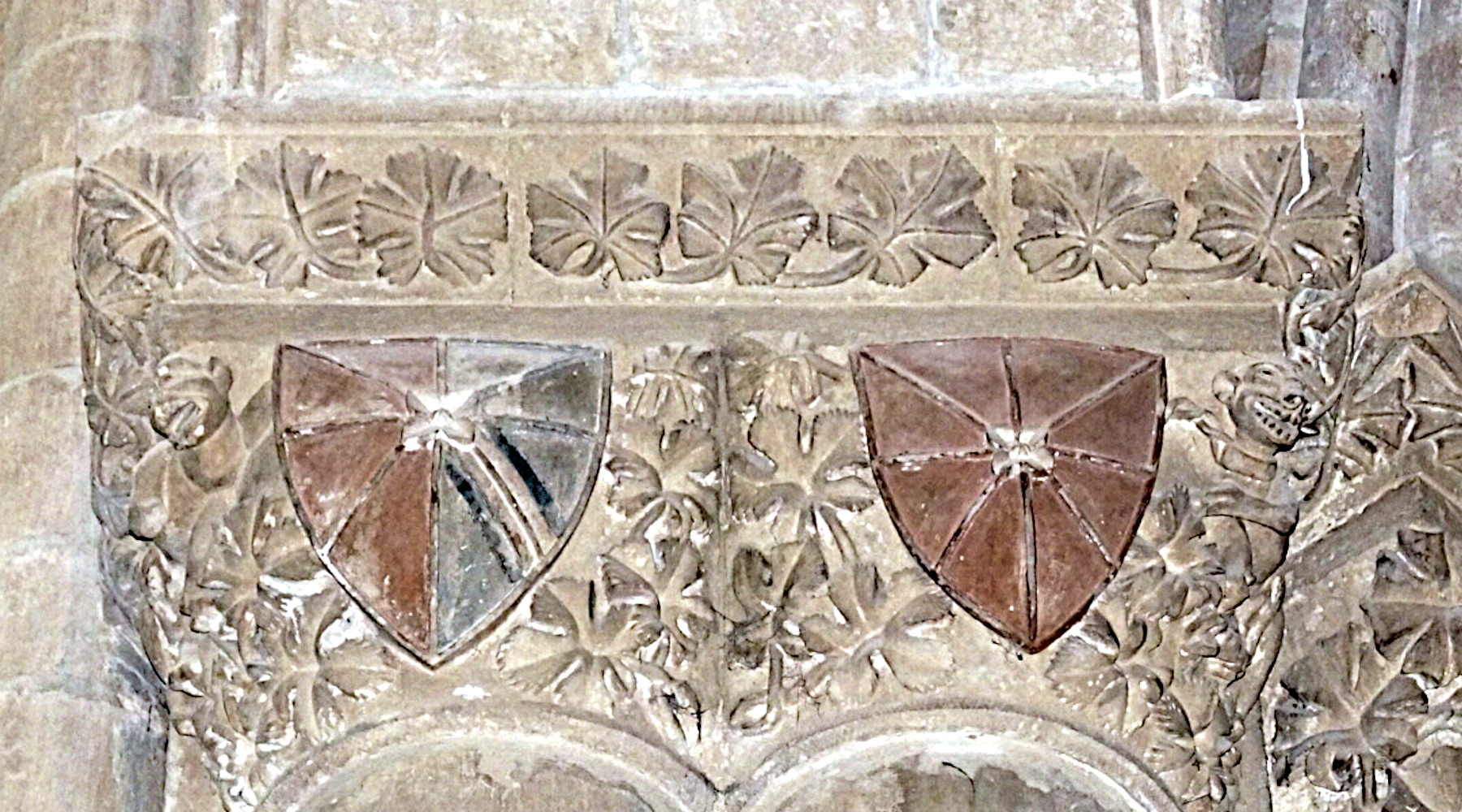
Capiteles de la Catedral de Tudela (1168-1270) con un primitivo escudo de Navarra

Con el nacimiento de la cronística navarra a principios del siglo XV, «al calor del nacimiento de una historiografía "nacional" en el reino de Navarra» la figura de Sancho el Fuerte adquiere «este protagonismo historiográfico» vinculado con la batalla de las Navas. Ya en 1409 Garci López de Roncesvalles hace alusión en su Crónica: «et segunt concordan las croniquas, con la ayuda de Dios, fue muy glorioso vencedor el dicho don Sancho et, entre todos, de fortaleza loado».
Sin embargo, el uso de las cadenas de Navarra sólo se registra en los sellos de validación documental empleados por su sucesor Teobaldo I así como en algunos elementos ornamentales de obras auspiciadas por este monarca como los capiteles de la catedral de Tudela. En este último caso nos «encontramos con un escudo partido dimiado: 1 de gules llano, 2 de azul, banda de plata cotizada de azul más oscuro; una bloca cerrada que lleva en el umbo un adorno vegetal cubre ambas mitades.»

### Versión actual
Sustentada por Faustino Menéndez-Pidal de Navascués,y Javier Martínez de Aguirre según esta teoría la figura heráldica del blocado radial se muestra en un sello de Sancho VI de Navarra donde figuraba el monarca como jinete «que embraza un escudo en cuya superficie» se observa la bloca dispuesta con «la misma forma que daría origen más tarde al desarrollo del emblema propio del reino.»  Posteriormente —ya sea bajo la influencia de la leyenda de la Batalla de Las Navas de Tolosa o independientemente de ella— las piezas intermedias se convirtieron en eslabones de cadena.
En 1990, durante el II Congreso General de Historia de Navarra, Faustino Menéndez-Pidal fue tajante sobre la leyenda de las cadenas (así la llamaba) que durante mucho tiempo «se supuso que representaban a Sancho el Fuerte» «aceptada por muchos sin más averiguación» que incidió durante tiempo en la datación de la catedral de Tudela con base en los capiteles «ricamente trabajados» donde se muestran nuevas armerías «rodeados de ornamentación vegetal o animalística». Estaba tan asumida esta leyenda como cierta que la datación del monumento «llegó a fundarse de esta manera en una fábula.» Sin embargo, «no representa a este rey, que jamás usó semejantes armas» siendo probablemente del rey Teobaldo II.

## Evolución
| El desarrollo desde las blocas radiales abiertas (izquierda) hasta el blocado radial cerrado (centro) y las cadenas de Navarra (derecha). |
| - Escudo con refuerzos de blocas en disposición radial abierta - Escudo mostrado en el sello de Sancho VI de Navarra. La disposición radial abierta de las blocas aún está presente - La disposición radial de las blocas se refuerza mediante el cierre exterior - Las cadenas sustituyen a las blocas. Desde 1423, en el Privilegio de la Unión, se constata por escrito su uso si bien su aplicación tardaría bastantes años más. - Escudo de armas de Navarra completo, con la esmeralda en el umbo y timbrado con corona real por su carácter de reino. - Escudo oficial de España mostrando las Cadenas de Navarra. |

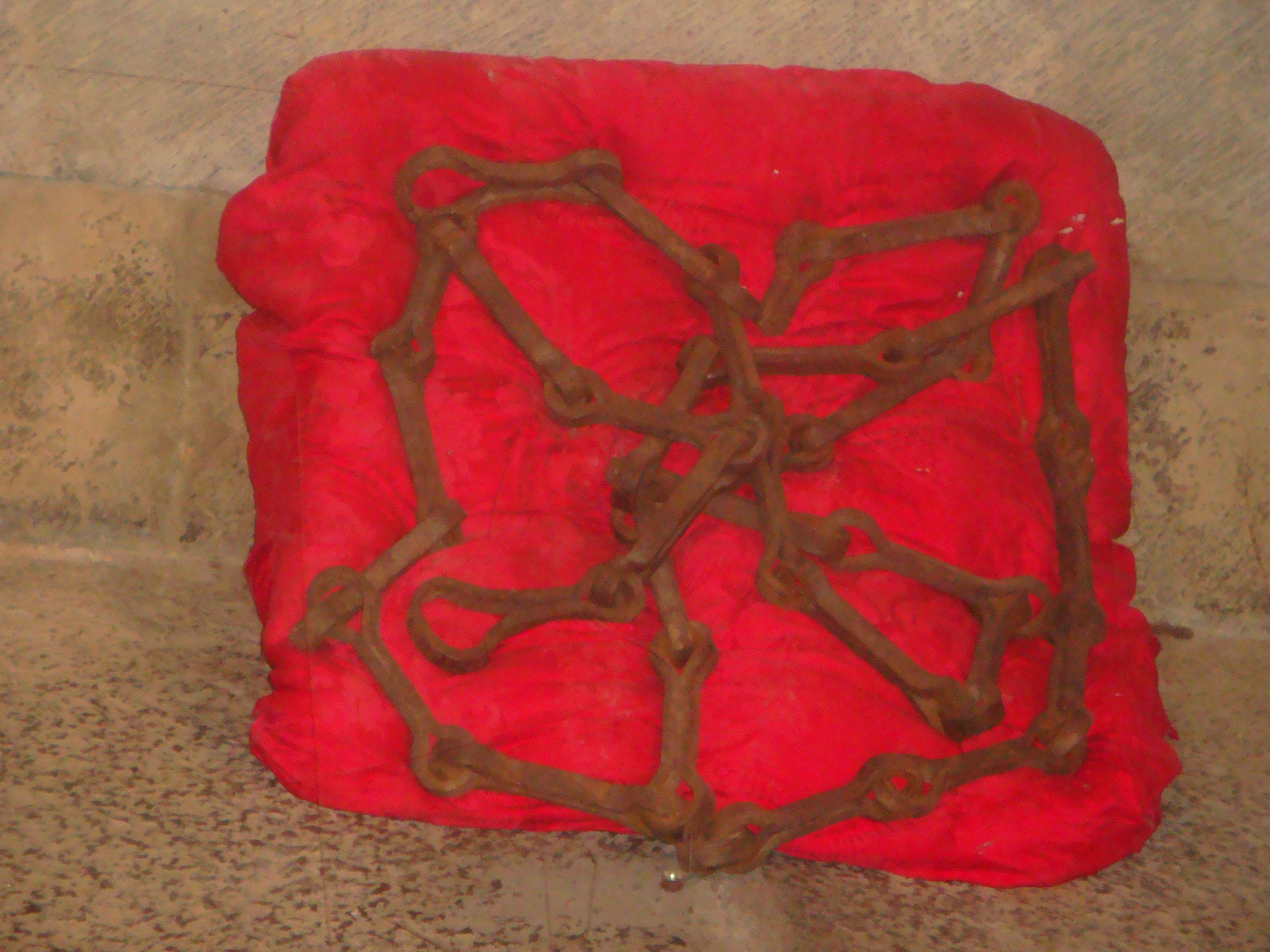
Cadenas ubicadas en la colegiata de Roncesvalles que sirvieron de inspiración para formar el escudo de Navarra

## Trofeo

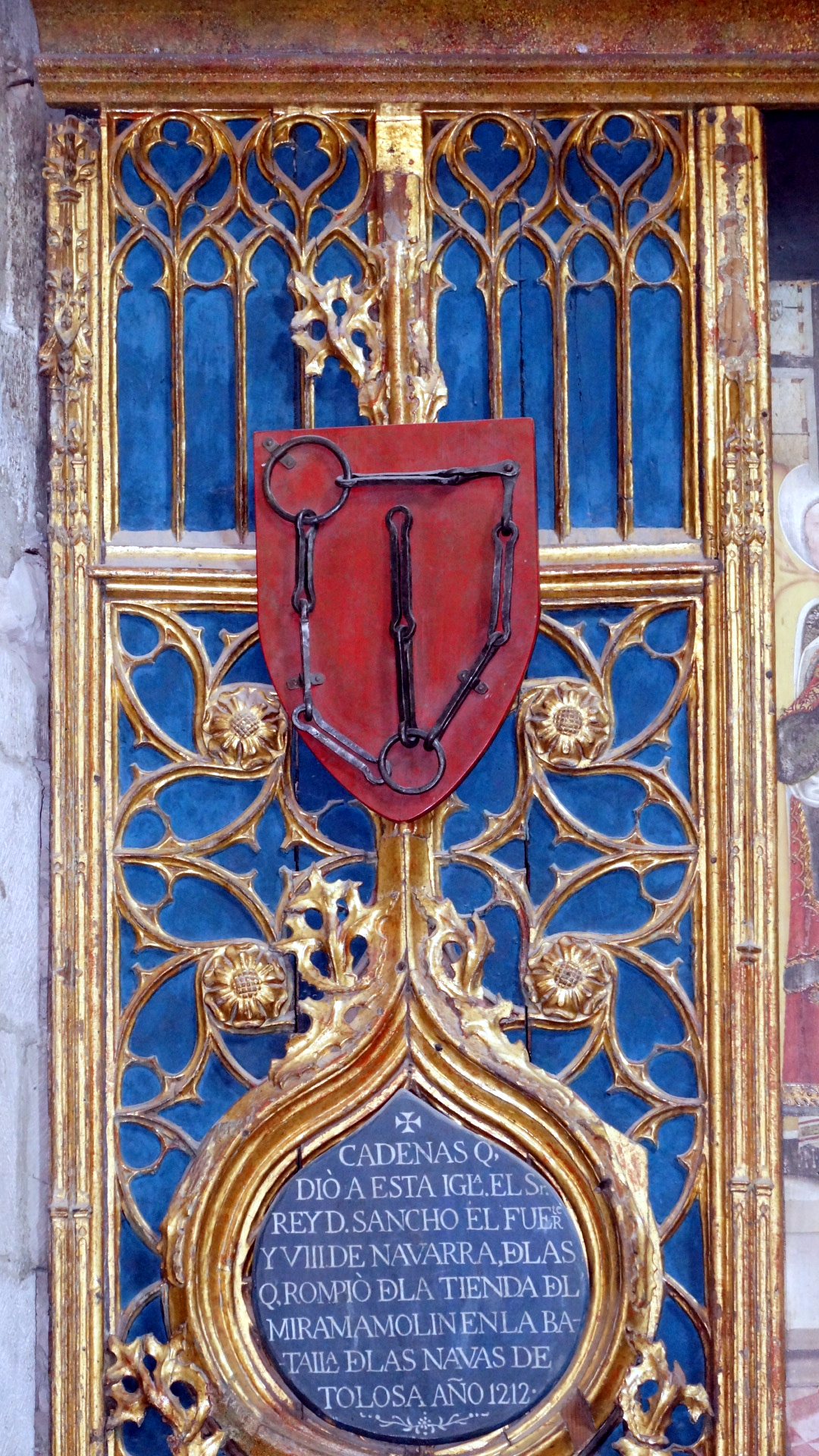
Las Cadenas de Navarra expuestas en la Catedral de Tudela.

Existen depositados en diferentes lugares de la geografía de Navarra supuestos restos de las cadenas de Navarra procedentes del campo de batalla de 1212: 
- en el Salón del Trono, de Palacio de Navarra, sobre el dosel que cubre el trono.[12] Estos tramos habrían sido donación real al monasterio de Irache que es el lugar de su procedencia.[13]
- en la Capilla de San Agustín, de la Real Colegiata de Roncesvalles.[14]
- en el altar mayor de la Catedral de Tudela con la inscripción:«CADENAS Q(UE) DIO A ESTA IGL(ESI)A EL S(EÑO)R REY D(ON) SANCHO EL FUERTE Y VIII[a] DE NAVARRA DE LAS Q(UE) ROMPIO DE LA TIENDA DE MIRAMAMOLIN EN LA BATALLA DE LAS NAVAS DE TOLOSA 1212».[15]
- en la ermita de la Virgen de Legarda en Mendavia, hecho popularmente más desconocido. El hecho de que Gómez García de Agoncillo, señor de Calahorra y Agoncillo (que incluía la localidad de Mendavia) fuera alférez de Sancho el Fuerte en tal batalla sirve de base para tal consideración.[13]